# لارا جيل ميلر
لارا جيل ميلر (بالإنجليزية: Lara Jill Miller)‏ هي محامية وممثلة أمريكية، ولدت في 20 أبريل 1967 في ألينتاون في الولايات المتحدة.

## أعمال

### أفلام
- ديجيمون

### مسلسلات
- دكتورة ماكستافنز

## وصلات خارجية
- الموقع الرسمي
- لارا جيل ميلر على موقع IMDb (الإنجليزية)
- لارا جيل ميلر على موقع ألو سيني (الفرنسية)
- لارا جيل ميلر على موقع أول موفي (الإنجليزية)
- لارا جيل ميلر على موقع قاعدة بيانات برودواي على الإنترنت (الإنجليزية)
- لارا جيل ميلر على موقع إن إن دي بي (الإنجليزية)
- لارا جيل ميلر على موقع قاعدة بيانات الفيلم (الإنجليزية)
- لارا جيل ميلر على موقع كينوبويسك (الروسية)
- لارا جيل ميلر على موقع ANN person (الإنجليزية)